# Rita Marzoa i Font
Rita Marzoa i Font (Sitges, 1968) és una periodista catalana.

## Biografia
Estudià Periodisme a la Universitat Autònoma de Barcelona i s'inicià a la premsa en mitjans de comunicació locals (Ràdio Sitges, Ràdio Ribes, Ràdio Maricel i col·laboracions amb el club de premsa de la Blanca Subur a l'Eco de Sitges. Posteriorment va ser corresponsal de Catalunya Ràdio i del diari Avui a Tarragona.
És membre del Grup de Periodistes Ramon Barnils, entitat de la qual va ser la primera presidenta (2001-2003). El juliol de 2015 va esdevenir membre del consell de govern de la Corporació Catalana de Mitjans Audiovisuals a propòsit d'ERC.
Molt vinculada a la seva Sitges natal, on col·labora en gran nombre d'iniciatives ciutadanes, ha intervingut en la Festa Major com a membre del ball de gitanes. En va ser la pregonera l'any 2004.